# Eridolius hofferi
Eridolius hofferi är en stekelart som först beskrevs av František Gregor Jr 1937.  Eridolius hofferi ingår i släktet Eridolius och familjen brokparasitsteklar. Arten är reproducerande i Sverige. Inga underarter finns listade i Catalogue of Life.